# Вільям Генрі Вайт
Ві́льям Ге́нрі Вайт (англ. Sir William Henry White; 2 лютого 1845, Девонпорт — 27 лютого 1913, Лондон) — британський кораблебудівник, який протягом 16 років (1886—1903) обіймав пост головного будівничого флоту. За час його роботи на цій посаді для Королівського флоту були збудовані 43 панцерники, 26 панцерних і 102 бронепалубних крейсери, 74 неозброєних кораблі.

## Біографія

### Ранні роки
Вільям Генрі Вайт народився 2 лютого 1845 року в англійському портовому місті Девонпорт. У чотирнадцятирічному віці вирішив влаштуватись на роботу на місцеву казенну верф. На вступному випробуванні вияснилось, що його ріст є нижчим ніж того вимагають екзаменаційні правила. Вайт обійшов це обмеження, підклавши у черевики папір і уже в березні здав усі іспити. 1 липня 1859 року Вайт розпочав працювати на корабельні з оплатою 3 шилінги на тиждень. Його зразу приставили до робіт на вітрильному лінійному кораблі HMS St George, який переобладнували під парову силову установку.
У 1863 році отримав стипендію Адміралтейства, після чого успішно пройшов відбір у кандидати у недавно відкриту Королівську школу військово-морської архітектури у Південному Кенсінгтоні. У навчанні став першим і зберіг за собою лідерство до закінчення школи.
У 1865 році повернувся на верф у Девонпорті, а на наступний рік перебрався до Чатема — спочатку працював як помічник кресляра, а згодом, як кресляр 3-го класу. До його задач входило вирішення різних питань з конструктивних особливостей корпусу панцерників HMS Bellerophon та HMS Hercules.

### Початок роботи в Адміралтействі
Після набуття достатніх навичок у проєктуванні Вайта визначили в Адміралтейство. Там йому було доручено складання специфікацій кораблів з розрахунками їх вагового навантаження і швидкості ходу як основи ескізних проєктів. Незабаром став довіреним секретарем головного будівничого флоту Едварда Ріда, займаючи цю посаду до самої відставки останнього у 1870 році. Після відходу Ріда продовжив роботу з  Натаніелем Барнабі, який став головою Ради з кораблебудування.
У листопаді 1870 року Вайт був призначений інструктором курсу проєктування бойових кораблів у Кенсінгтоні, а у 1872 році вступив на посаду секретаря Ради з проєктів. З цього моменту и до 1883 року не було жодної роботи, що проводилась проєктним відділом Адміралтейства, у якій Вайт не відіграв би значної, а у багатьох випадках і вирішальної ролі.
З 1872 до 1873 інспектував роботи на корабельні у Пембруку, включаючи переобладнання HMS Fury. Потім його направили до Портсмута спостерігачем за будівництвом HMS Inflexible.
Після загибелі HMS Captain у 1870 році через серйозні теоретичні помилки і конструктивні прорахунки, допущені при проєктуванні, Вайту на вимогу Комітету з проєктів доручили удосконалення методики проведення розрахунків остійності. У процесі роботи Вайт не лише розвинув відомі до нього методи розрахунку, але і висунув нові, що пояснювали поведінку кораблів як на ходу під парами, так і під парусами — при вітрі і хитавиці.
У березні 1875 року призначений помічником головного будівничого. У тому ж році одружився, а також опублікував «Посібник з військового кораблебудування» (англ. A Manual of Naval Architecture. For the use of Officers of the Royal Navy, Shipbuilders), що став класичним. 1880 року представив меморандум, у якому доводив потребу створення Королівського корпусу військових кораблебудівників (засновано у 1883 році).

### Праця в «Armstrong Whitworth»
У 1882 році Вайт покинув Адміралтейство й перейшов у компанію «Sir WG Armstrong Mitchell & Company» на посаду головного корабельного інженера та керуючого суднобудівним відділом. Наступні три роки Вайт займався створенням перших серій «елсвікських крейсерів». Після відставки Натаніеля Барнабі сорокарічний Вайт повернувся до Адміралтейства на посаду головного будівничого флоту.

### Головний будівничий флоту
Після вступу на посаду Вайт перед усім взявся за розробку системи реорганізації Адміралтейства і підвідомчих казенних корабелень та підрозділів. Ці заходи він здійснював, поєднуючи свою нову посаду з постом помічника інспектора Адміралтейства.
У 1888 році, у самий розпал агітації за прийняття Акту про морську оборону, Вайт розробив революційний для того часу проєкт барбетного лінійного корабля HMS Royal Sovereign, з якого згодом виріс HMS Majestic та інші серії лінкорів разом з їхніми сучасниками бронепалубними і панцерними крейсерами.
Характерними особливостями кораблів Вайта стали:
- барбетні установки,
- високий надводний борт,
- широкі броньові прикриття в поєднанні з сильно опуклою броньовою палубою,
- казематний захист допоміжної артилерії на середній палубі.

### Скандал з королівською яхтою. Відставка
3 липня 1900 року по блискучій кар'єрі Вайта було завдано серйозного удару: нова королівська яхта  HMY Victoria and Albert III, що рік перед тим благополучно була спущена на воду, під час добудови на плаву перекинулась у доку догори кілем. Чудово спроєктоване судно з достатньою остійністю під час добудови було так перевантажене на верхній палубі й вище від неї, що перед катастрофою перебувало у завідомо нестійкому положенні, а його початкова метацентрична висота взагалі мала невелике від'ємне значення.
Вайт, який не знав про перевантаження, важко переживав те, що трапилося. Преса і Парламент піддали його серйозній критиці, що призвело головного будівничого флоту до важкого нервового зриву. Весь останній рік на посаді Вайт практично не міг працювати та 30 жовтня 1901 року подав прохання про відставку. 6 грудня вийшов офіційний наказ про звільнення на пенсію. Місце головного будівничого флоту після Вайта зайняв Філіп Вотс.

### На пенсії
Вийшовши на пенсію, Вайт інтенсивно подорожував по  США і Канаді. На батьківщині багато публікувався у технічній пресі, згодом поповнивши табір супротивників концепції побудови «Дредноута» та «Інвінсібла». Він бачив як створений ним величезний флот стрімко старіє під натиском нових кораблів, що здавалися йому надто великими і дорогими.
27 лютого 1913 року з сером Вільямом трапився удар і того ж вечора він помер.

## Нагороди та звання
Вайт був обраний членом Королівського товариства у червні 1888 року. Він був удостоєний Почесного членства в Інституті інженерів і суднобудівників Шотландії у 1894 році. 1900 року він був обраний членом Шведської королівської академії наук.